# Yrjö Ahmavaara

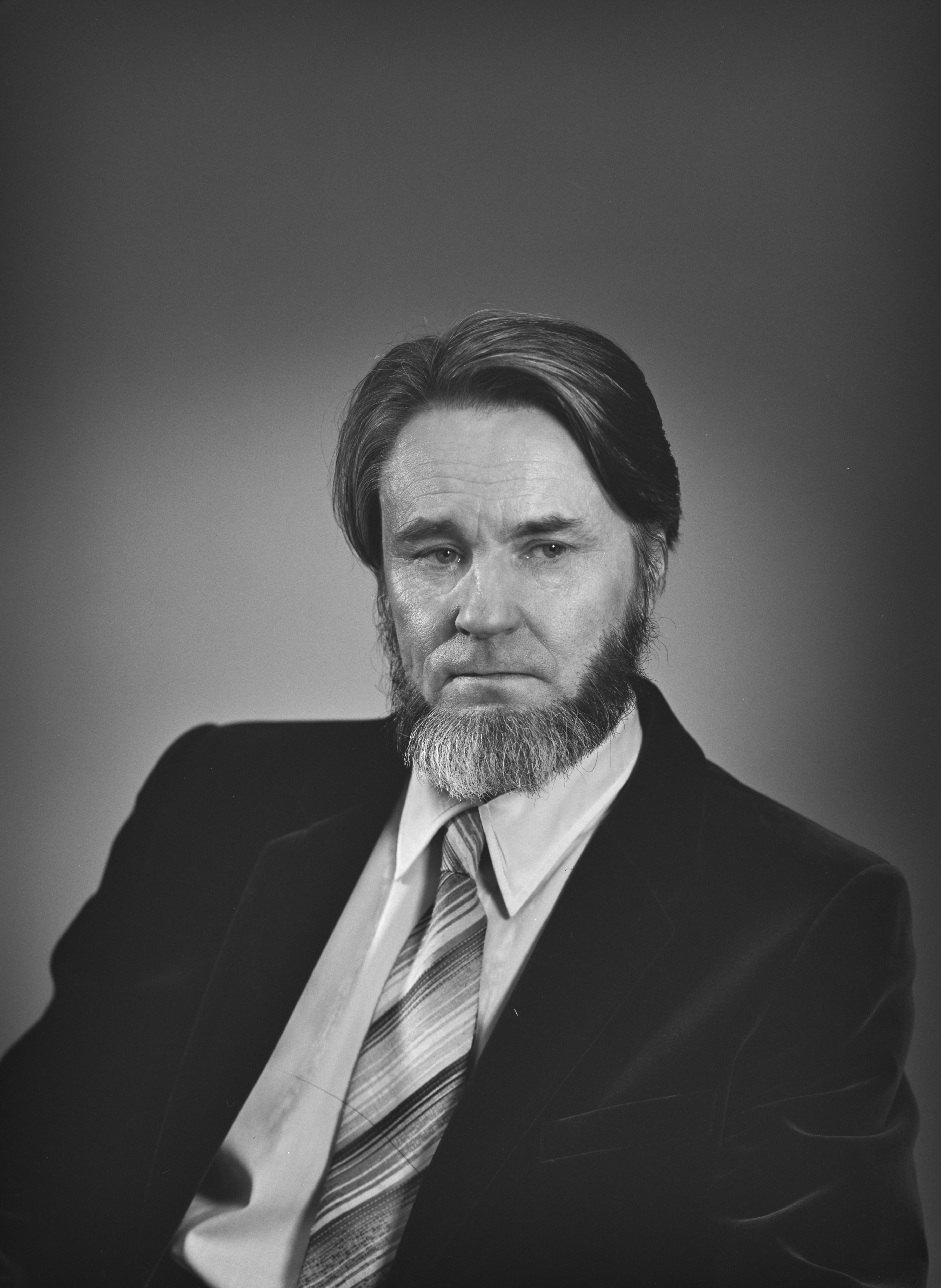
Yrjö Ahmavaara 1981.

Arvi Yrjö Aulin-Ahmavaara, född 7 augusti 1929 i Uleåborg, död 7 augusti 2015 i Helsingfors, var en finländsk matematiker och samhällsvetare. Han var son till Arvi Ahmavaara.
Ahmavaara blev filosofie doktor 1954. Han var 1963–1967 professor i teoretisk fysik vid Åbo universitet och 1971–1992 professor i matematik och samhällsvetenskaplig metodologi vid Tammerfors universitet; forskarprofessor 1971–1974. Han stiftade i slutet av 1960-talet bekantskap med cybernetiken i USA och inspirerades att försöka tillämpa dess rön på det mänskliga samhället, att skapa en modell med vars hjälp etiska och politiska problem kunde lösas rationellt och vetenskapligt. Sina tankar framlade han bland annat i Yhteiskuntakybernetiikka (1976), The cybernetic laws of social progress (1982) och Esseitä tästä ajasta (1987), filosofiska essäer, vidare Foundations of mathematical system dynamics (1989) och Hyvinvointivaltion tabut (1998), som innehöll bland annat skarp kritik av det finländska skolsystemet.
År 1979 utnämndes han till ledamot av Finska Vetenskapsakademien.